# Traulia melli
Traulia melli är en insektsart som beskrevs av Willy Adolf Theodor Ramme 1941. Traulia melli ingår i släktet Traulia och familjen gräshoppor. Inga underarter finns listade i Catalogue of Life.